# لقواسم لكواملة (زاوية لقواسم)
لقواسم لكواملة هي إحدى مشيخات المملكة المغربية، تتبع جغرافيا لإقليم الجديدة وإداريًا لزاوية لقواسم. يقدر عدد سكانها بـ 9804 نسمة حسب الإحصاء الرسمي للسكان والسكنى لسنة 2004.